# Pat McCormack
Pat McCormack (Sunderland, 8 de junio de 1995) es un deportista británico que compite por Inglaterra en boxeo. Su hermano gemelo, Luke, compite en el mismo deporte.
Participó en dos Juegos Olímpicos de Verano, en los años 2016 y 2020, obteniendo una medalla de plata en Tokio 2020, en el peso wélter. En los Juegos Europeos de Minsk 2019 obtuvo una medalla de oro en el mismo peso.
Ganó una medalla de plata en el Campeonato Mundial de Boxeo Aficionado de 2019 y una medalla de plata en el Campeonato Europeo de Boxeo Aficionado de 2017.

## Palmarés internacional
| Juegos Olímpicos   | Juegos Olímpicos      | Juegos Olímpicos | Juegos Olímpicos |
| Año                | Lugar                 | Medalla          | Categoría        |
| ------------------ | --------------------- | ---------------- | ---------------- |
| 2020               | Tokio (Japón)         | Medalla de plata | 69 kg            |
| Campeonato Mundial |                       |                  |                  |
| Año                | Lugar                 | Medalla          | Categoría        |
| 2019               | Ekaterimburgo (Rusia) | Medalla de plata | 69 kg            |
| Juegos Europeos    |                       |                  |                  |
| Año                | Lugar                 | Medalla          | Categoría        |
| 2019               | Minsk (Bielorrusia)   | Medalla de oro   | 69 kg            |
| Campeonato Europeo |                       |                  |                  |
| Año                | Lugar                 | Medalla          | Categoría        |
| 2017               | Járkov (Ucrania)      | Medalla de plata | 69 kg            |